# Свійський голуб

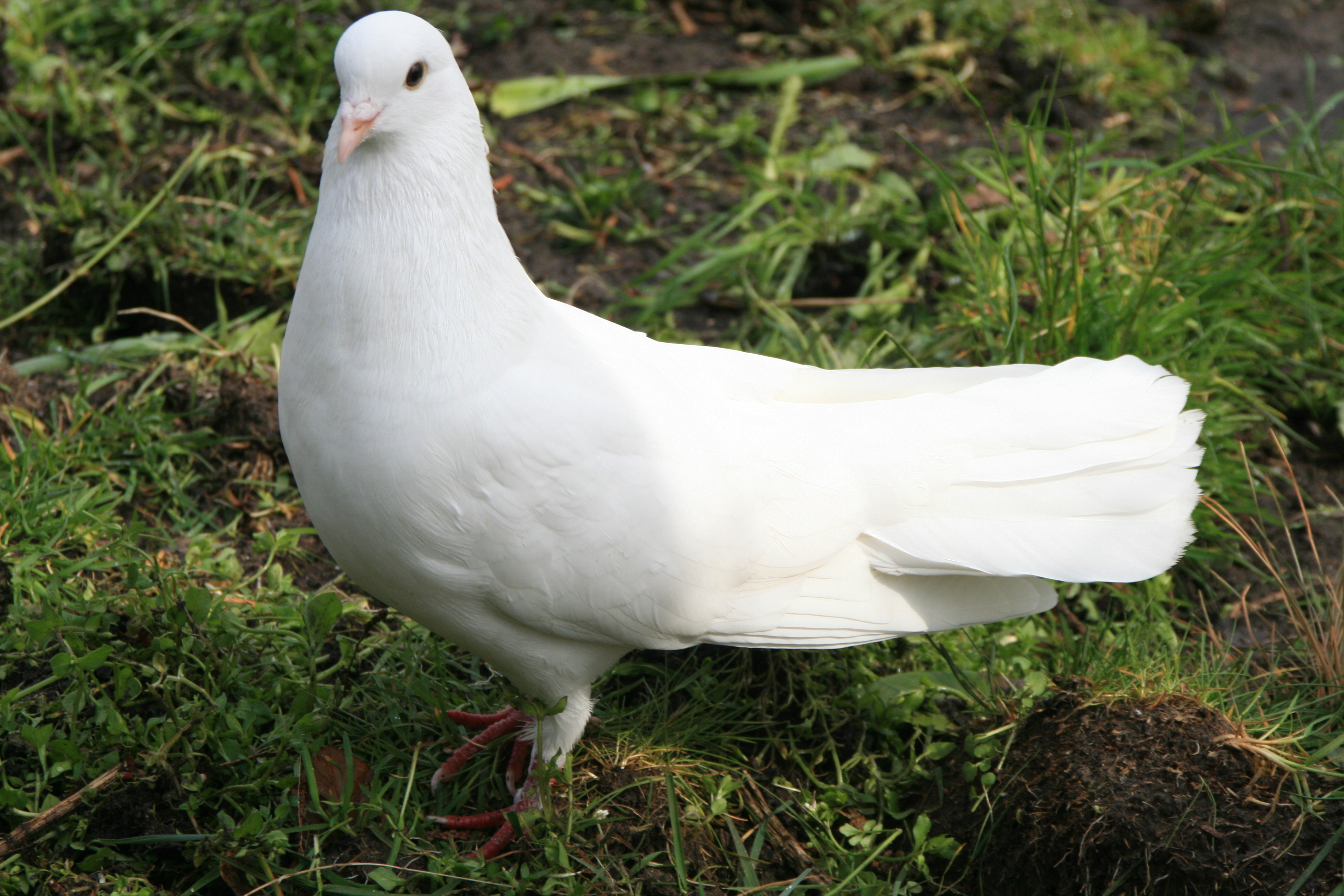
Звичайний білий свійський голуб.

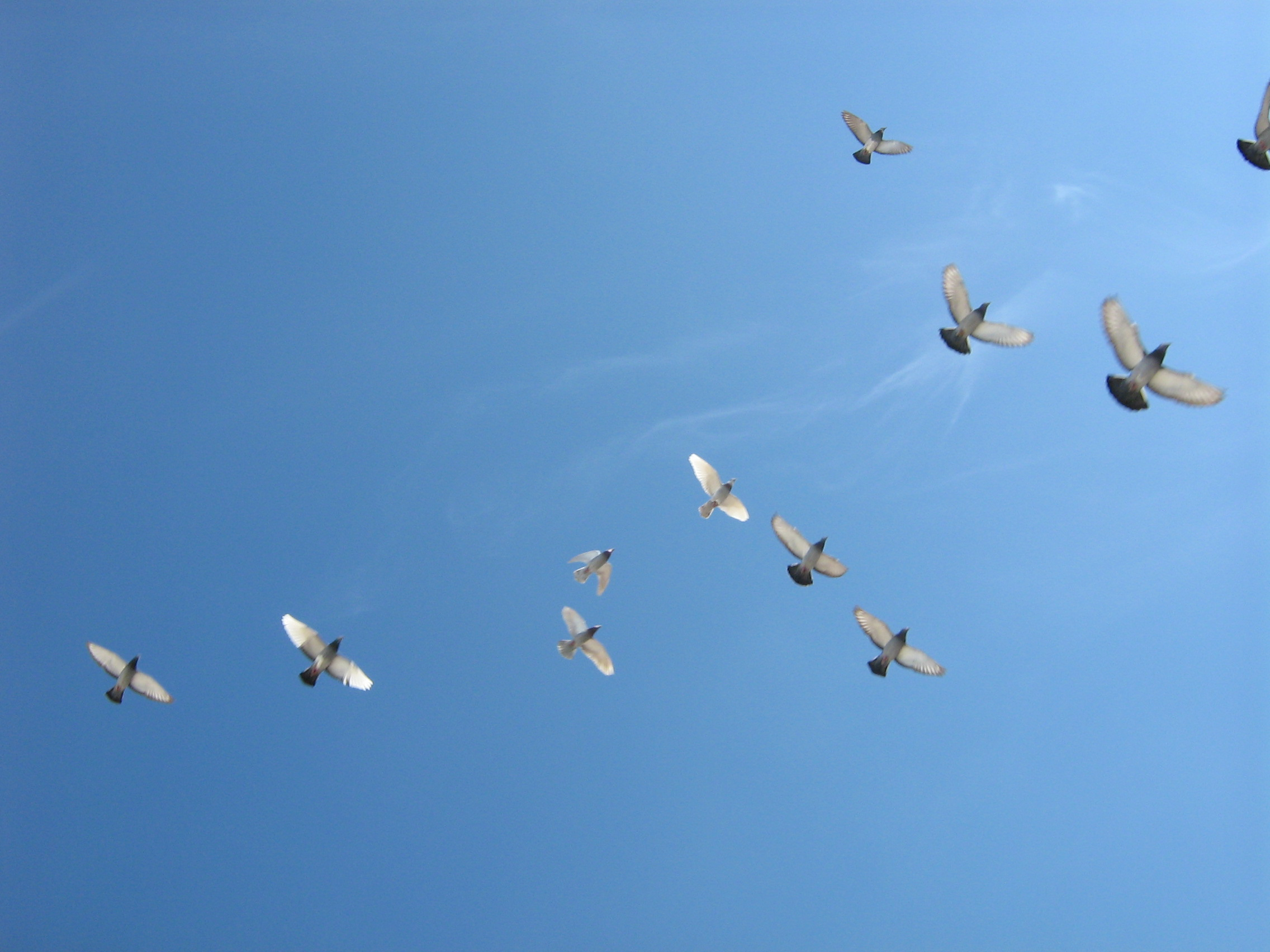
Зграї голубів у польоті.

Свійський голуб (Columba livia var. domestica) — приручений підвид сизого голуба.
Поштові голуби — голуби, що залучаються до передачі вістей. Особливих, різко окреслених порід поштових голубів не існує, а необхідні здібності виробляються поступовим підбором (селекцією), ретельним доглядом, тренуваннями.

## Розведення

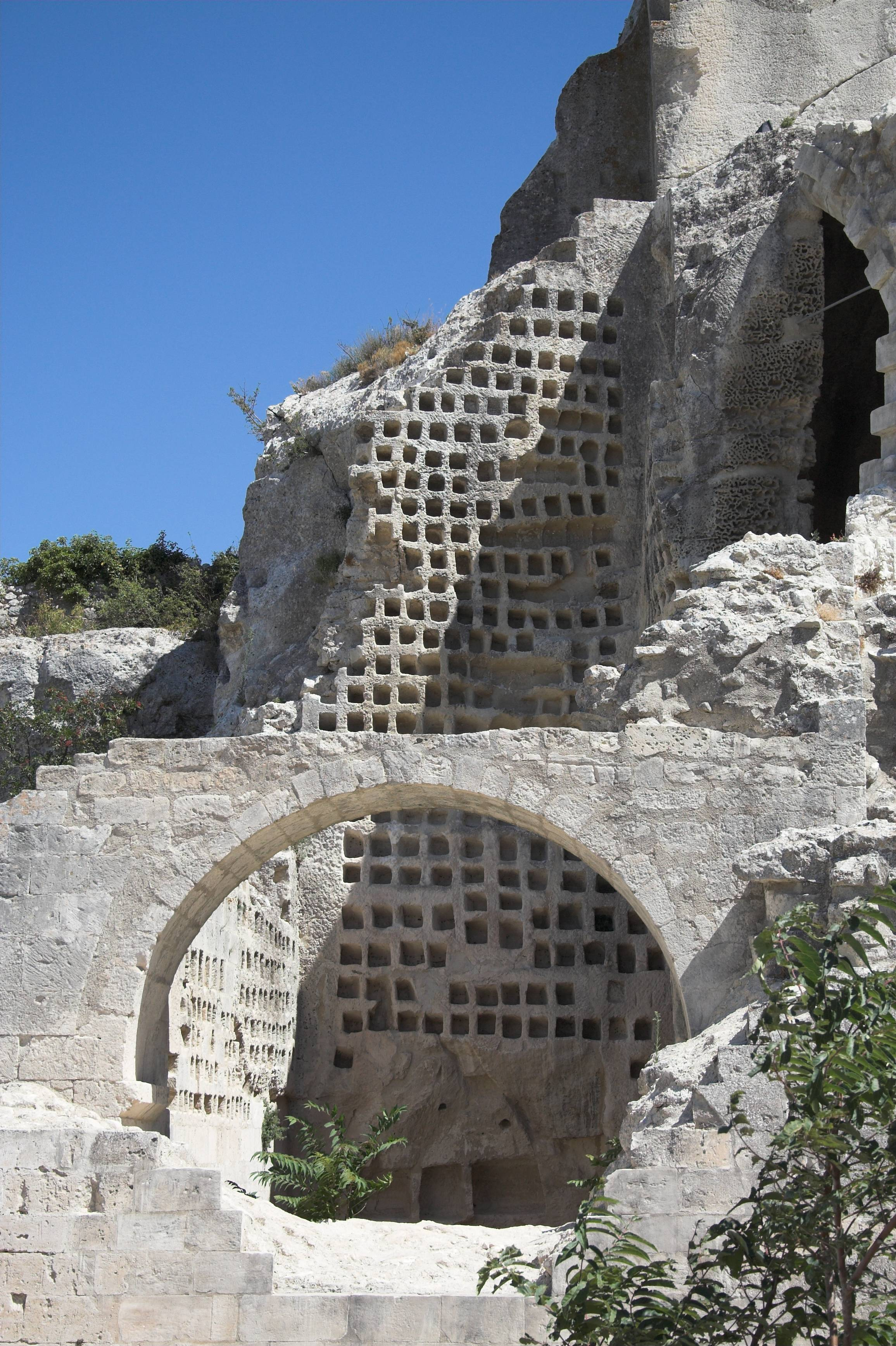
Голуб'ятня у Ле-Бо, Прованс, Франція.

Голуби, що звикли до місця свого постійного перебування, повертаються у своє гніздо при першій нагоді. Особливо здатні до цього деякі види голубів. Голуб'ятні заселюють голубами від 30-, 35-денного віку, бо молодші за віком багато їдять, а старіші можуть пропасти при вильоті. Голубів таврують і заносять до книги, де позначається №, час народження, стать, № гнізда і напрямок дресирування. Тавро накладається на три перші пір'їни правого крила, а номер голуба ставиться обобіч або вище тавра.
Голуб'ята дорослішають на п'ятому місяці, а на шостому приступають до парування. Приблизно на 14 день після парування самка кладе перше яйце близько ополудні, а друге на третій день між 4 та 6 годиною вечора. Голубка зазвичай відкладає два яйця, але трапляється, що молоді несуть тільки одне, а якщо трапляється три, то його підкладають неодруженій голубці, яка свого гнізда не має. Іноді яйця бувають без шкаралупи, якщо в голуб'ятні брак вапна і солі. Якщо голубка знесла тільки одне яйце, то треба підкласти ще одне, бо на одному голуби нетвердо сидять.

### Висиджування

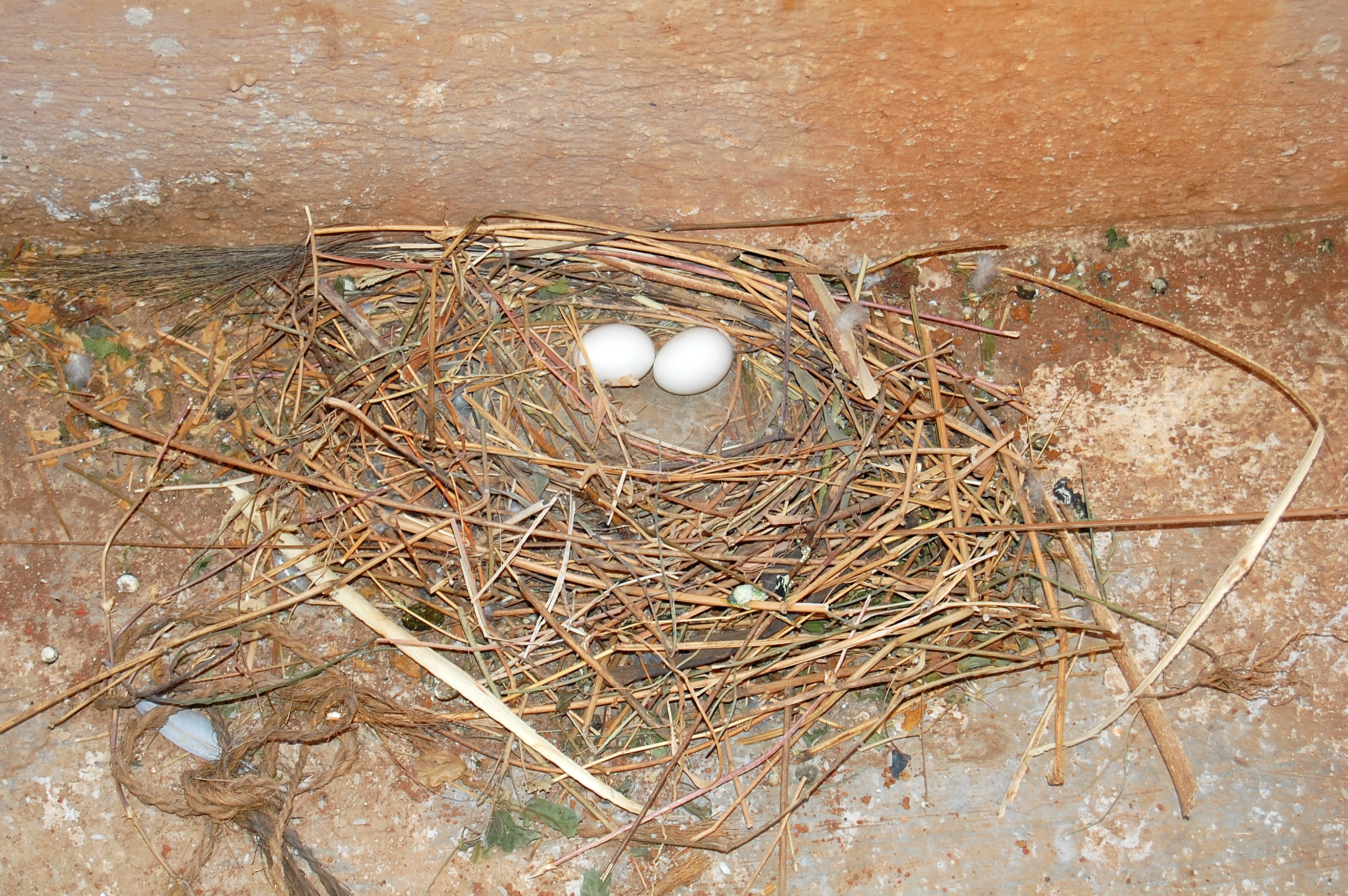
Поклад з двох яєць, Мумбаї, Індія.

Висиджування яєць починається негайно від кладки 2-го яйця. Висиджування проводиться обома батьками по черзі, причому самці від 9-10 години ранку до 3-4 години пополудні, а самки в інший час. На третій день висиджування запліднене яйце втрачає свою прозорість і шкаралупа стає біло-матового кольору, а потім сірим. Незапліднене яйце зберігає свою первісну прозорість, тільки шкаралупа робиться шерхуватою і на струс відчувається всередині сплеск рідини. Якщо обидва яйця незапліднені, то треба їх батькам для годування підкласти чужих пташенят, в іншому випадку голуби, не маючи можливості позбутися поживного соку в зобах, можуть небезпечно захворіти.

### Пташеня

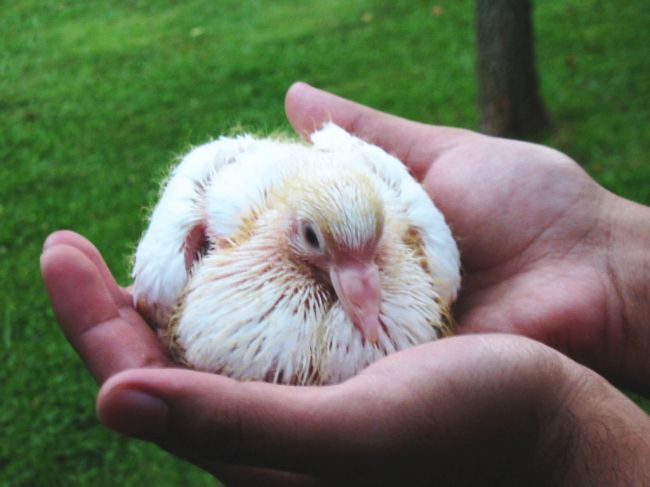
Пташеня.

Голуб'ята виходять сліпими і зовсім безпорадними. Свійські голуби виявляють батьківську ніжність. Вони, подібно до ссавців, перші дні годують пташенят жовтуватою рідиною, схожою на молоко («пташине молоко»), що виділяються у голубки і голуба. Потім до цієї рідини примішується кашка із зерен, і тільки згодом вони годують дітей розпухлим в зобу насінням. Якщо діти втрачають матір, самець спроможний їх вигодувати. Якщо вони втратили батька, то ризикують померти з голоду. Коли голубенятам мине 14 днів, вони вкриваються густим пухом, а батьки знов готують собі гнізда і сідають на яйця. З часу появи першого пір'я голуби зігрівають пташенят тільки вночі. Через два тижні зовсім перестають сидіти на них.

### Парування

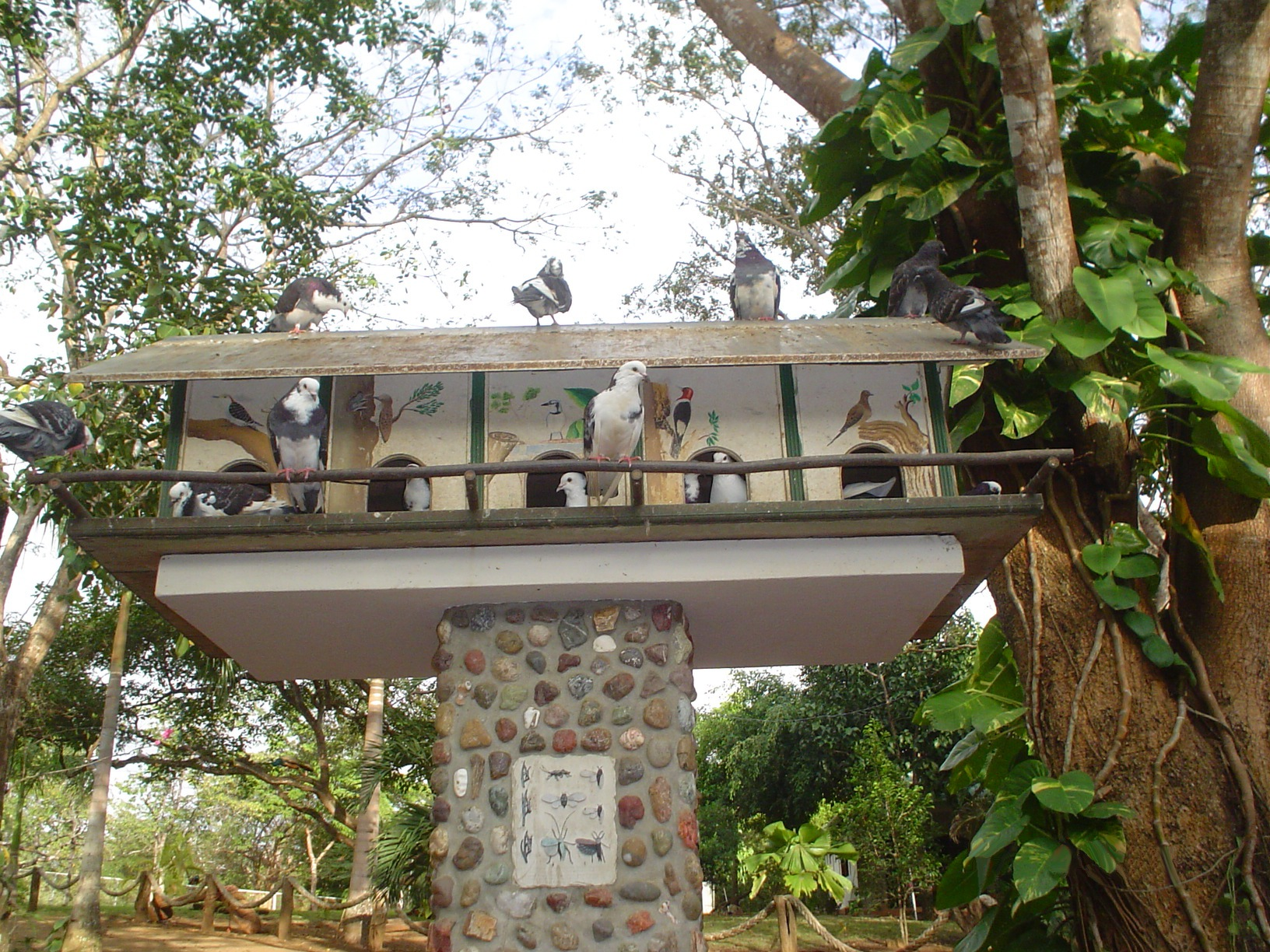
Невеличка голуб'ятня на стовпці.

Голуби живуть парами. Обраних самця і самку замикаються на 2 або 3 дні в особливий ящик, якщо вони залишаються разом, то парування здійснилося. Не слід парувати між собою рідних за батьками голубів, бо це призводить до виродження породи. Голуб'ят погано виховують свій перший приплід. Голубів відділяють з метою утримати їх від розмноження в той час, коли він буває не потрібен. У ці дні корисно обмежити їх в їжі, а з другої половини березня почати давати стільки корму, скільки вони зможуть з'їсти, тому що починається кладка яєць, висиджування і вигодовування пташенят.
Влітку голуби несуться тричі, виводять вони і взимку, якщо їх тримати в теплі. Холод для голубів не шкодить, але зупиняє на кілька місяців кладку яєць. Найкращими голуб'ятами вважаються ті, що походять від 3-х, 4-річних пар. Плідність голубів зменшується на 7-му, 8-му році, а на 11-му, 12-му припиняється. Живуть голуби до 25 років. З метою удосконалення поколінь потрібно знищувати або підкладати інше пташеня під іншу пару. Від цього кількість приплоду може зменшитися, але загалом чисельність зграї збільшиться, через зменшення відсотка пропажі під час дресирування. Віднімати пташенят слід по черзі, то голуба, то голубку. Найкращий з виводків весняний, а ті що народились під час линяння батьків зазвичай хворіють. Хворих голубів не слід тримати разом зі здоровими. Голуби линяють щорічно, причому все пір'я оновлюються не більше одного разу.

## Годівля та догляд

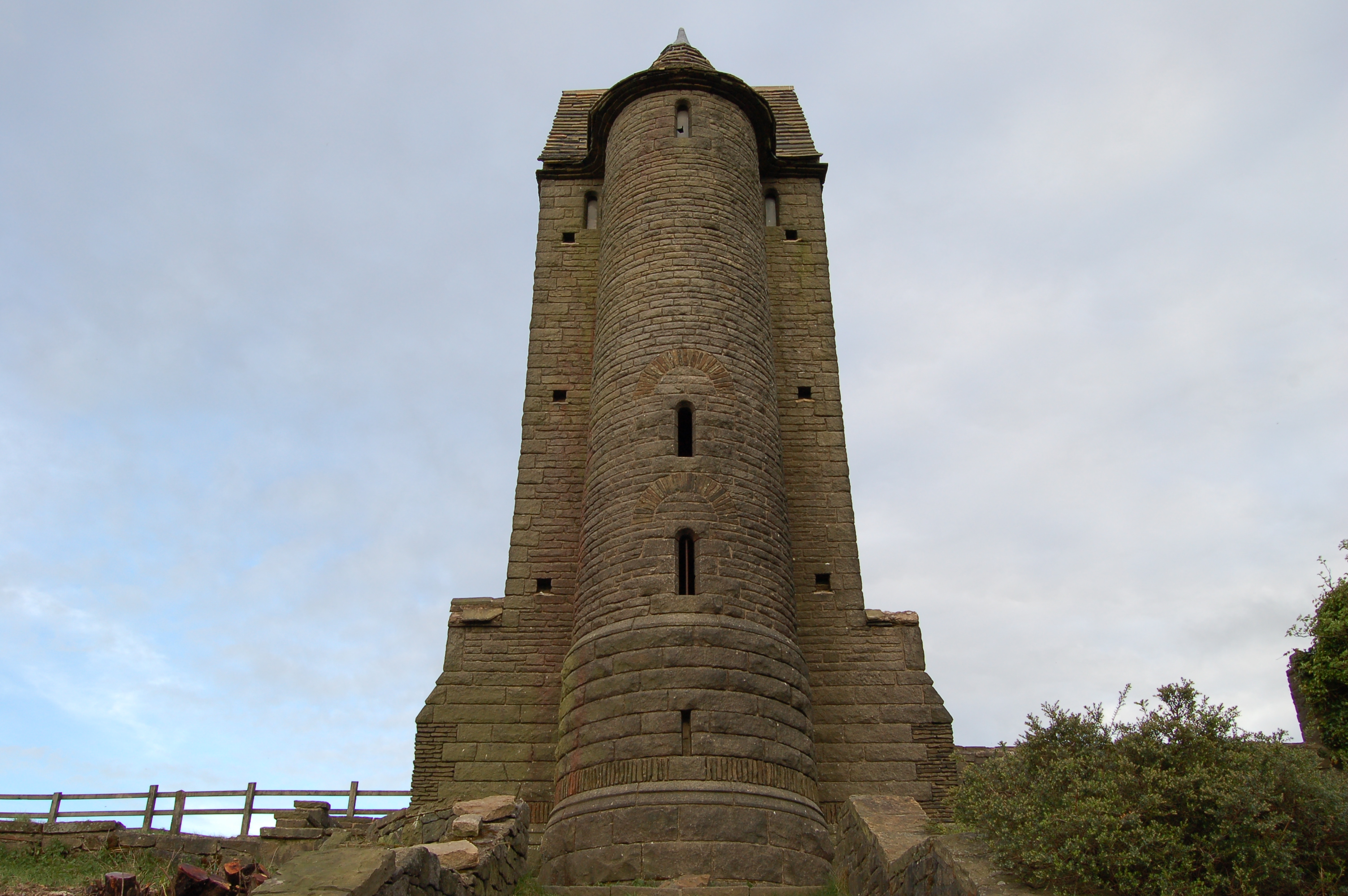
Башта-голуб'ятня на Західно-Пеннінських торфяниках, Велика Британія.

При розрахунку потреби кормів на відгодівлю, рахують по 400 г зерна на тиждень на одного голуба, а при підсиленій відгодівлі норму збільшують вдвічі. Також норму корегують на кількість зростаючих пташенят. Надлишок їжі викликає у птахів надмірну вагу, що спричинює лінь та малоплідність. Годування проводять регулярно, два—три рази на день:
- рано-вранці, через 4 години після сходу сонця,
- близько 1 години пополудні,
- перед сутінками.

Добра годівля потрібна у період ліньки і при великих холодах для розвинення внутрішньої теплоти. Кормом є польовий жовтий горох (Písum), а найкраще вика (Vicia). Горох зеленуватого виду, спричинює у голубів пронос, виснажує старих, а у молодих є перешкодою правильного розвитку. Домішок мишиного горошку (Vicia cracca), вівса (Avena) та жита (Secale cereale) не повинно бути. Треба не забувати й про необхідні речовин для будови кістяку, яєчної шкаралупи: пісок, вапно й сіль. Розмноженню та розвитку пташенятах сприяє тваринна їжа, а олійні речовини викликають красу пір'я. Вода для голубів влітку не повинна бути холодна, її варто щодня змінювати. Під час ліньки голубів корисно класти у воду шматок заліза. Вода потрібна і для купання, що корисно саме влітку через день, а зимою лише в теплі дні. Для голубів необхідне також чисте повітря й денне світло, а вогкість наносить їм суттєву шкоду.

## Дресирування

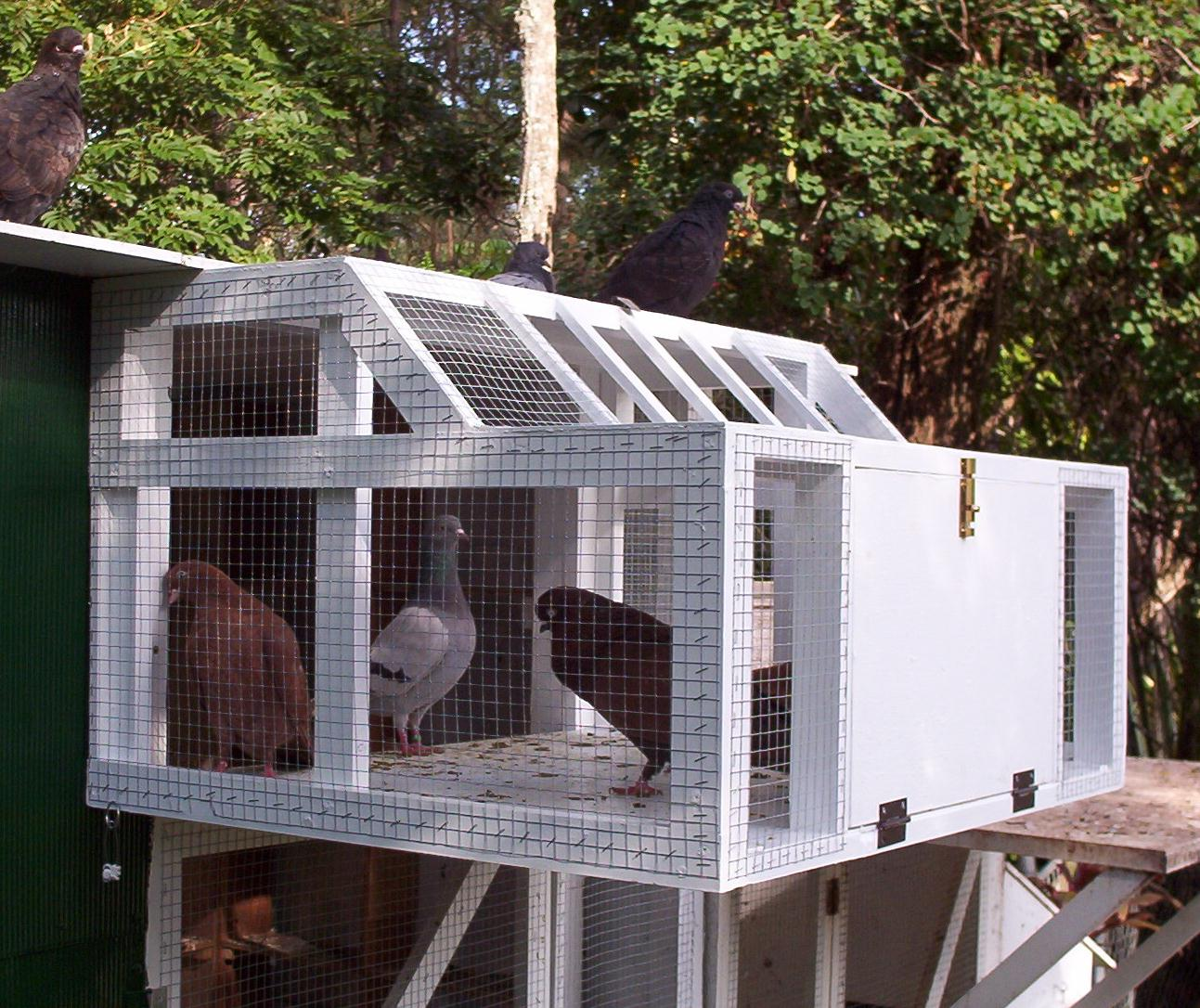
Приставна пастка для голубів. Голуби попадають в неї через верхні отвори.

Голубів починають привчати літати навколо голуб'ятні після перебування в ній не менш ніж 3 дні, коли вони досягнуть шеститижневого віку й отримають оперення. Після 6 тижнів привчання переходять до дресирування, тобто відвозять голуба на деяку відстань від гнізда й привчають повертатися додому, поступово збільшуючи відстані. У перший рік не тренують голубів на відстань більшу ніж 300 км. Ділянки дресировок не потрібно зменшувати, бо пересилання голубів турбує їх, зменшує енергію польоту і прив'язаність до голуб'ятні. При дистанціях менш ніж 100 км роблять відпочинки на добових проміжках перельоту, а при великих відстанях — на чотириденних.
Процес дресирування записують у книгу. Найкращий час для дресировок — з другої половини квітня по жовтень. Для перших польотів потрібна гарна погода, потім можна пускати і при поганій. Коли голуби будуть видресирувані, то для вдосконалення їх у польоті, вправах с кмітливості та щоб зганяти апатію і жирові відкладення (вони роблять голуба неспроможнім до далеких перельотів), слід випускати їх раз на місяць на повну відстань, одного за іншим, через певні проміжки часу. Дресирування голубів, що не були ще паровані, треба уникати, бо вони можуть спаруватись в іншому місці. З тієї ж причини не слід випускати з голуб'ятні тих особин, що були там розділені. Голубів, що призначені до дресирування, відсаджують у кошики, самців окремо від самиць, в кожну не більше 30. Ловля голубів у голуб'ятні та відсадження їх у кошики для відвозу на станцію повинна проводитись з обережністю. Ловля вдень і власноруч забирає у голубів бажання повертатися до рідної гніздівлі. Для лову добре застосовувати сітку, але потрібно попередньо привчити їх не лякатися. Уночі ж голуби вільно дають себе брати в руки. З метою підтримки в голубів витривалості і здатності до тривалих перельотів потрібно тримати їх якомога менший час у кошиках. Супроводжувати голубів в дорозі повинна людина, до якої вони звикли. Тренуємих голубів не випускають після опівдня.

## Використання

### Зв'язок

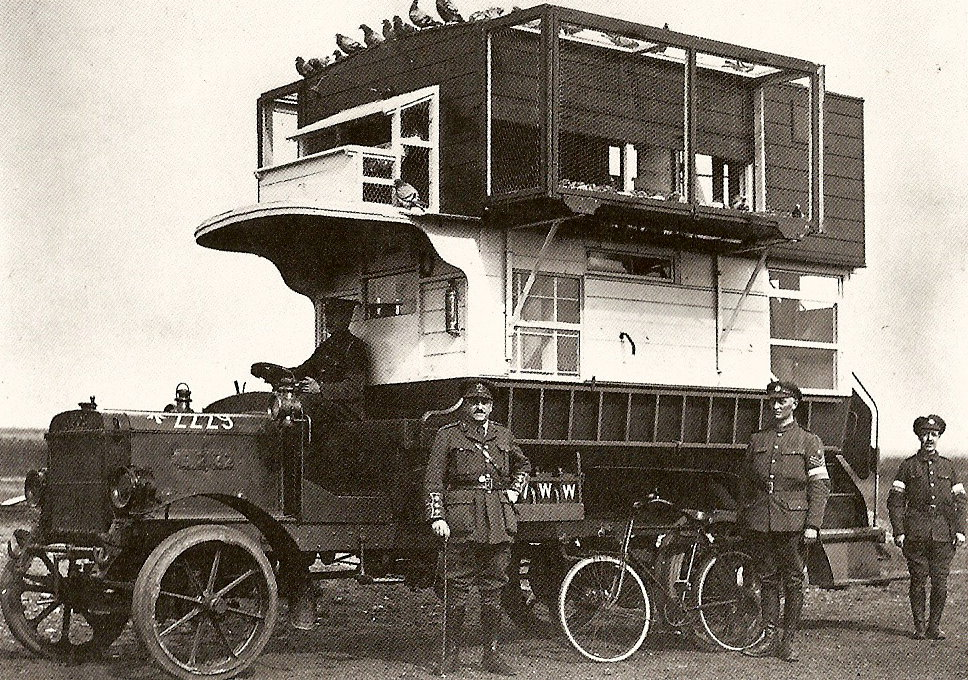
Голубиний автобус голубиної військової пошти на Першій світовій війні, 1916 рік.

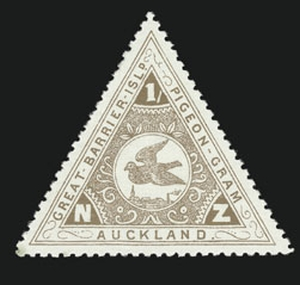
Марка ранньої голубиної пошти між Оклендом та островом Грейт-Барр'єр, Нова Зеландія.

При відстані передавання інформації 100–175 км, за годину до випуску, голубам кидають у кошик кілька жмень зерен і дають пити. Вибір місця випуску голубів має велике значення. Воно має бути підвищене й відкрите, бо в долині голуб не зможе відразу зорієнтуватися, а гори і великі ліси лякають його, що не дозволить прямо знятися з місця. Для випуску голубів відчиняють кошик і віддаляються, щоб не лякати. Тоді голуби вилітають і, знявшись на висоту, описують в повітрі кілька спіральних кіл, а потім, обравши напрямок, стрілою відлітають вдалечинь. У кожній зграї виокремлюються два роду голубів: вожак і попутники. Перші, що летять в голові зграї, направляють, а інші — тримаються за ними. З кожної станції пускають найкращих голубів поодинці. На легкість перельоту має великий вплив властивість місцевості, тому шлях 300 км рівною місцевістю голуб проходить швидше, ніж 100 км місцевостю з багатьма перешкодами.
З метою розвитку в голубів здатності до орієнтування, слід їх тримати переважно вільно на свободі, це дасть їм можливість придивлятися до свого помешкання в різні пори року, особливо взимку, коли сніг змінює зовнішній вигляд предметів. Постійна свобода потрібна також для підтримки здоров'я та розвинення сили польоту. При польоті голуб тримається на висоті 100–150 м і звик орієнтуватися з зазначеної висоти, тому, якщо бажано зберегти здатність орієнтуватися при спуску з більшої висоти, треба його до того підготувати, інакше він не повернеться в свій голубник.
Межею відстані для польоту поштових голубів вважають 1000 км, але деякі можуть відшукати шлях до свого гнізда і з більшої відстані. До подолання таких відстаней голуб здатен не раніше трирічного віку.

## Породи
Поштові голуби мають багато різновидів, але найтиповішими є 4 різновиди:
- англійський кар'єр — має більший розмір, сильну статуру і дзьоб, оточений наростами, що мають вигляд качанів кольорової капусти;
- фландрський, або брюссельський — має найбільшу величину з бельгійських голубів, дзьоб і шия товсті й короткі, а крила щільно притиснуті до тіла;
- антверпенський — має дзьоб довгий і вузький, а шию лебедину;
- люттіхський — відрізняється малою величиною.

Можна згадати ще про голландського тюмлере, але він поступається за якостями вищезгаданим. Взагалі свійський голуб схожий на сизого голуба, але буває й інших кольорів, хоча строкаті рідко трапляються. Дзьоб у нього товстіший, а іноді великі нарости на носі, ноги і хвіст короткі, а крила довгі і сильні. Політ прямий, причому шия витягується більше, ніж у звичайного голуба.

## Голубиний спорт
Швидкість польоту і пам'ять голубів вражаючі. Голуби нерідко літали з Рима в Брюссель (близько 1 000 км) через Альпи. Нерідко сягали швидкості 90-100 км/год, на відстані близько 300 км (1875 рік Париж—Шательлеро). Тільки політ гірської ластівки (336 км/год), яструба (близько 210 км/год) і ластівки (до 112 км/год) може посперечатися в цьому відношенні з польотом голуба. Про пам'ять голубів свідчить той факт, що французький голуб, подарований у 1871 році принцом Фрідріхом Карлом його матері, в 1875 році повернувся на свій голуб'ятник у Париж. Перше приватне товариство голубиного спорту було засноване в Бельгії в 1818 році. У Німеччині, наприкінці XIX століття було безліч голубиних товариств. Лише в союзі «Columbia» в 1888 році нараховувалося 178 товариств та 52 240 голубів. У 1890 році засновано перше приватне товариство поштово-голубиного спорту в Києві.